# 게임트리 (플랫폼)
게임트리(영어: GAMETREE)는 블록체인 기반의 메타버스에서 사용자가 보유하고 있는 게임 자산을 다른 게임에서도 자유롭게 사용할 수 있는 게임 플랫폼 구현을 목표로 진행되는 블록체인 프로젝트이다. 토큰은 ‘GTCOIN’이다.

## 개요
게임트리의 플랫폼을 기반으로 중소 게임개발사가 글로벌 시장에서 경쟁력을 갖추고 성장할 수 있는 블록체인 기반의 메타 NFT 플랫폼을 개발한다. 게임 사용자는 게임을 하면서 게임 NFT를 획득하고 탈중앙화 분산형 거래소에서 자유롭게 거래할 수 있으며, 획득한 게임 NFT를 플랫폼과 연동되는 다른 게임에서 사용할 수 있다.

## 주요 인물
- 윤상규 - 게임트리의 최고 경영자(CEO)
- 장재웅 - 게임트리의 최고 기술 책임자(CTO)
- 심승보 - 게임트리의 최고 마케팅 책임자(CMO)

## 서비스
P2E 기반 NFT 게임 플랫폼 MMORPG 기반의 메타NFT는 마을등에서 사용할 수 있는 World NFT와 게임 플레이에서 사용할 수 있는 게임 NFT, 자신만의 공간을 꾸밀 수 있는 마이룸 NFT, 유저가 스스로 창작하는 창작 NFT로 구성이 된다.
MMORPG NFT 게임 개발 플랫폼 MMORPG의 가상세계에서 제공하는 여러 가지 콘텐츠의 일부를 별도의 외부 서버로 두어서 블록체인 및 코인결제를 통해서만 입장이 가능한 맵, 콘텐츠 기능을 개발하여 기존 유저들의 불만을 최소화하고, 추가되는 개념으로써 서비스를 제공하려고 하는데 목적이 있다. 실제로 코인 결제를 통해 접근되는 외부 서버인 가상세계 COIN WORLD에서는 기존 가상세계와의 접합점을 최소화 하여, 기존 게임 유저들에게 새로운 세계의 경험을 하고자 하는 형태로 서비스 제공하여야만 한다. 서로의 세계의 영향을 미치는 각종 콘텐츠와 아이템을 최소화하되, 별도의 세계로 공존할 수 있도록 하는 것이 플랫폼의 핵심이다.

## 토큰 이코노미
게임 개발사, 게임유저, 인플루언서, 광고사, 데이터 수요자 등은 생태계 확장에 다양한 방법으로 기여를 할 수 있으며, 기여 활동에 평가에 따라 보상을 받게 된다. 게임트리 프로토콜에서의 게임을 제작하는 게임 개발사와 게임을 플레이하는 게이머에게 보상을 제공하는 탈중앙화 알고리즘을 토대로 이루어진다.